# Orlyval
Orlyval est une ligne de métro automatique située en Île-de-France et effectuant la navette entre la gare d'Antony du RER B et l'aéroport d'Orly. Mise en service le 2 octobre 1991 et longue de 7,3 km, elle utilise la technologie du véhicule automatique léger (VAL).
Initialement construite et exploitée entièrement sur des fonds privés, Orlyval se révèle être un échec commercial à son ouverture. L'exploitation est reprise par la RATP en 1993 et la ligne connaît alors un regain de trafic. Orlyval conserve cependant des tarifs élevés et non inclus dans la plupart des abonnements, ce qui constitue un cas à part en Île-de-France.

Plan de la ligne.

Logo d'Orlyval.

## Histoire

### Genèse du projet
Durant les années 1980, la desserte de l'aéroport d'Orly par les transports en commun se révèle insuffisante. Une station de métro a pourtant été imaginée dès la construction de l'aéroport, dans les années 1960, mais les différents projets d'extension ne se sont pas concrétisés. Durant les années 1970, la SNCF a mis en place le service OrlyRail aboutissant à la gare du Pont de Rungis mais nécessitant une correspondance avec un bus pour rejoindre l'aéroport d'Orly. Faute d'une liaison ferroviaire efficace, les voyageurs aériens doivent donc emprunter différentes lignes de bus qui peinent à répondre à la demande. C'est l'automobile qui demeure alors le moyen d'accès privilégié à la plateforme aéroportuaire mais les embouteillages sont fréquents.
Pour améliorer la desserte de l'aéroport, plusieurs options sont envisagées par la RATP dont une nouvelle branche du RER B ou le prolongement de la ligne 7 du métro. La SNCF propose pour sa part un prolongement du service OrlyRail, intégré entre-temps au RER C, depuis la gare du Pont de Rungis. Finalement, les pouvoirs publics optent, à la suite d'un appel d'offres lancé en 1986, pour la construction d'une ligne de métro automatique reliant l'aéroport à la gare d'Antony. De là, il est prévu que les passagers puissent emprunter le RER B en direction de Paris. Ce projet, baptisé Orlyval, est présenté en décembre 1987. L'exploitation doit avoir recours à la technologie française du véhicule automatique léger (VAL) de la société Matra, déjà en service à Lille depuis 1983,. L'État espère ainsi offrir une vitrine à Matra pour exporter le VAL à l'étranger.
Le gouvernement de Jacques Chirac est toutefois réticent à financer l'opération et décide qu'Orlyval sera intégralement financé sur des fonds privés via un système de concession. La société Orlyval, qui signe le contrat de concession en avril 1988 et dotée d'un capital de 150 millions de francs, réunit Matra, Air Inter, Lyonnaise des eaux-Dumez et la RATP, ainsi que plusieurs banques dont Indosuez, le Crédit lyonnais, et la Caisse des dépôts,. Ce capital est détenu à 34,7 % par le groupe de banques, 26,7 % par Air Inter, 18 % par Lyonnaise des eaux-Dumez, 17,3 % par le fabricant du VAL (Matra) et 3,3 % par la RATP. De son côté, le projet non retenu de branche du RER C était soutenu par Cofiroute et Spie-Batignolles.
L’opération Orlyval est estimée à 1,75 milliard de francs en 1988. La société contracte, sous la coordination d’Indosuez, des emprunts pour 1,55 milliard auprès de plusieurs banques. Les prévisions de trafic sont alors de l'ordre de 14 à 15 000 voyageurs par jour.

### Mise en service et échec commercial
Le service commercial d'Orlyval débute le 2 octobre 1991. L'inauguration a lieu en présence du Premier ministre, Édith Cresson, et du ministre des Transports, Paul Quilès. Il s'agit de la première ligne de métro automatique mise en service en Île-de-France. Fait notable, la mise en service intervient avec trois mois d'avance sur le calendrier prévisionnel.
Mais probablement à cause du tarif élevé du billet (55 francs à son démarrage) qui cible une clientèle surtout constituée d'hommes d’affaires, et de la correspondance imposée à Antony, seul un tiers des prévisions de trafic est atteint, avec 4 à 5 000 voyageurs par jour après cinq mois d'exploitation. En conséquence, les tarifs sont diminués, mais cela ne suffit pas à redresser la fréquentation, qui atteint 1,2 million de voyageurs par an en 1992 au lieu des 4,3 millions initialement prévus en année pleine,. La société Orlyval est mise en liquidation judiciaire en décembre 1992.

### Reprise de l'exploitation par la RATP
L'exploitation est reprise par la RATP, avec une subvention de dix millions de francs par an pendant vingt-neuf ans, versée par la région,,. À partir de 1993, la fréquentation est en forte hausse, d'environ 10 % par an, variant selon les jours, le nombre le plus important de voyageurs se situant le vendredi. Une étude menée en février et mars 1994 démontre que la clientèle est essentiellement masculine et constituée de cadres et de membres de professions libérales à 69 %, usagers réguliers de la ligne utilisée pour raison professionnelle. En conséquence de cette augmentation du trafic, la RATP augmente la plage horaire de circulation le 27 juin 1994, de 6 h à 22 h 30 en semaine et de 7 h à 23 h le dimanche afin d'assurer une connexion avec les premiers et derniers vols intérieurs.
Lors de la reprise de l'exploitation par la RATP, il a été convenu que la régie devait reverser aux créanciers une somme forfaitaire pour chaque passager empruntant la ligne au-delà d'un excédent d'exploitation forfaitaire (le point mort est fixé jusqu'en 1996 à 1,475 million de passagers par an, puis à 1,545 million). Ce montant, indexé sur l'inflation, représentait 28,47 F pour un billet à 42 F en 1993. Il est dû jusqu'à la fin de la concession, le 31 décembre 2021,.
Il explique également pourquoi la ligne conserve depuis une tarification dérogatoire, qui ne l'inclut pas dans le régime forfaitaire de la carte Navigo. Néanmoins, cette tarification propose un tarif enfant représentant sensiblement la moitié du tarif ordinaire (voir ci-après).

## Tracé et stations

Plan de la ligne Orlyval et de sa correspondance avec le RER B.

Orlyval est constitué d'une ligne majoritairement à double voie équipée de pistes pour le roulement sur pneumatiques. Les trains fonctionnent de manière entièrement automatique. La ligne a la particularité d'être exploitée en rebroussement, les trains venant d'Antony devant changer de direction à Orly 1, 2 ,3 pour gagner Orly 4. Les trains roulent donc à gauche entre Antony et Orly 1, 2, 3 et à droite entre Orly 1, 2, 3 et Orly 4.

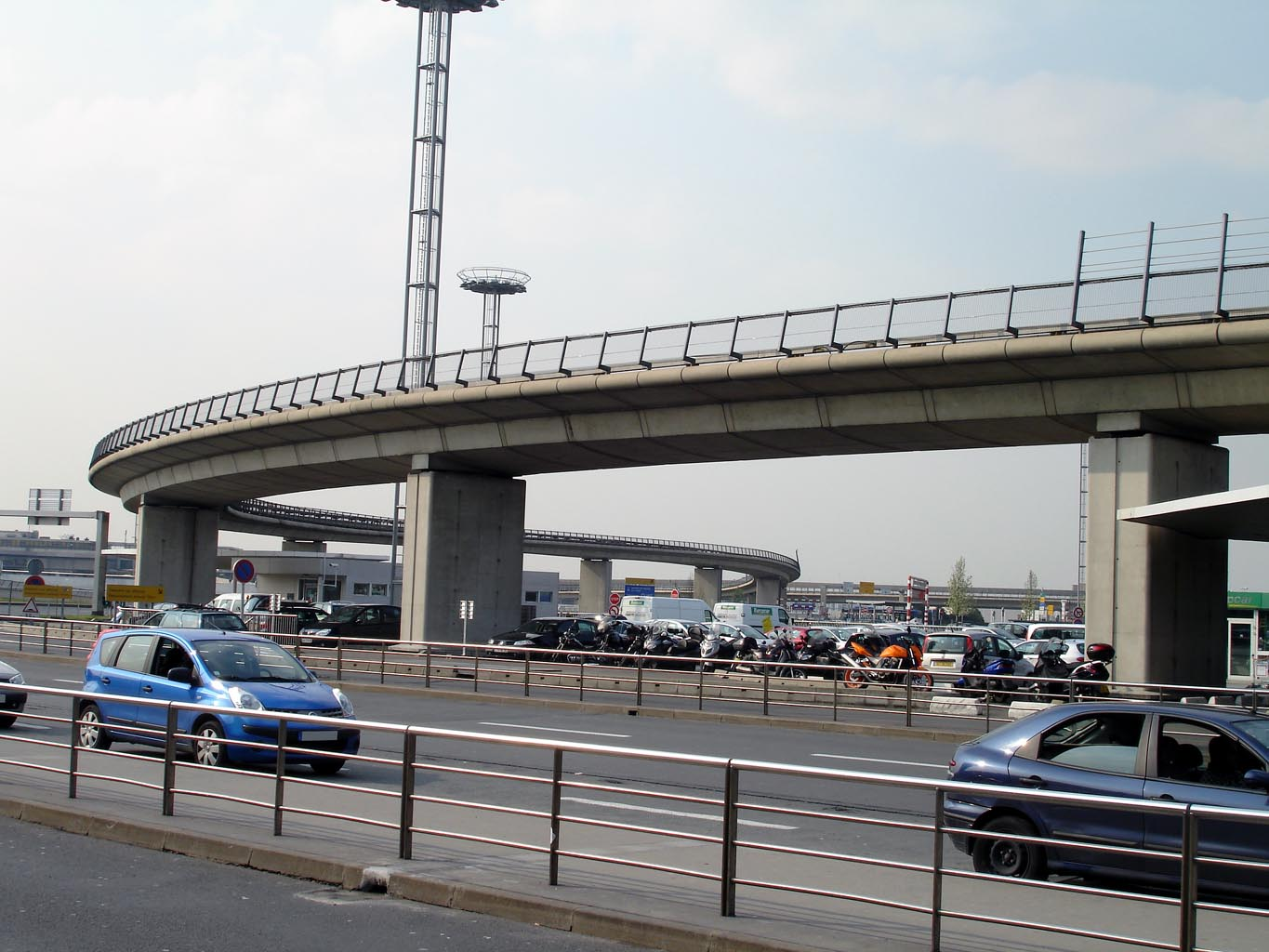
Le viaduc d'Orlyval en direction du nord, vu de l'aérogare Orly 4.

La ligne a pour origine la gare d'Antony, desservie par la ligne B du RER. Le terminus comporte deux demi-stations superposées. La demi-station de départ est au même niveau que le quai desservi par les trains du RER en provenance de Paris en queue, celle d'arrivée étant située au niveau inférieur. Les voies s'achèvent au nord par un tunnel en impasse équipé d'un tiroir de retournement.
Le tracé se dirige vers l'aéroport en direction du sud d'abord en tunnel, puis émerge à l'extérieur par une courbe à gauche qui le fait obliquer vers l'est. Le tracé, globalement rectiligne, franchit l'autoroute A6 par un pont ; un raccordement donne, plus loin, accès à l'atelier d'entretien du matériel roulant situé au nord. La ligne longe alors par le nord la ligne de Grande Ceinture empruntée par la ligne C du RER. Une courbe vers la droite, en direction du sud, fait plonger la ligne sous les pistes de l'aéroport, puis elle ressort et atteint en viaduc la station Orly 1, 2, 3, à double voie encadrée de deux quais et en impasse. Les trains se dirigent alors vers les deux demi-stations d'Orly 4 en rebroussant par un parcours avec courbe à droite puis contre-courbe à gauche en viaduc, qui possède ici une forme de « S ». La ligne atteint la demi-station Orly 4 départ, desservie par un quai latéral du côté sud donnant directement accès au hall de l'aérogare, et se poursuit jusqu'à la demi-station Orly 4 arrivée de même configuration où la voie devient unique. Le parcours s'achève toujours en viaduc par un tiroir de retournement à double voie.

### Stations
|  |   |  | Station      | Lat./Lont.                  | Communes desservies | Correspondances   |
|  | - |  | ------------ | --------------------------- | ------------------- | ----------------- |
|  | ■ |  | Antony       | 48° 45′ 18″ N, 2° 18′ 03″ E | Antony              | (RER) · (B)       |
|  | • |  | Orly 1, 2, 3 | 48° 43′ 47″ N, 2° 21′ 36″ E | Paray-Vieille-Poste |                   |
|  | ■ |  | Orly 4       | 48° 43′ 44″ N, 2° 22′ 12″ E | Paray-Vieille-Poste | (Aéroport d'Orly) |

## Exploitation

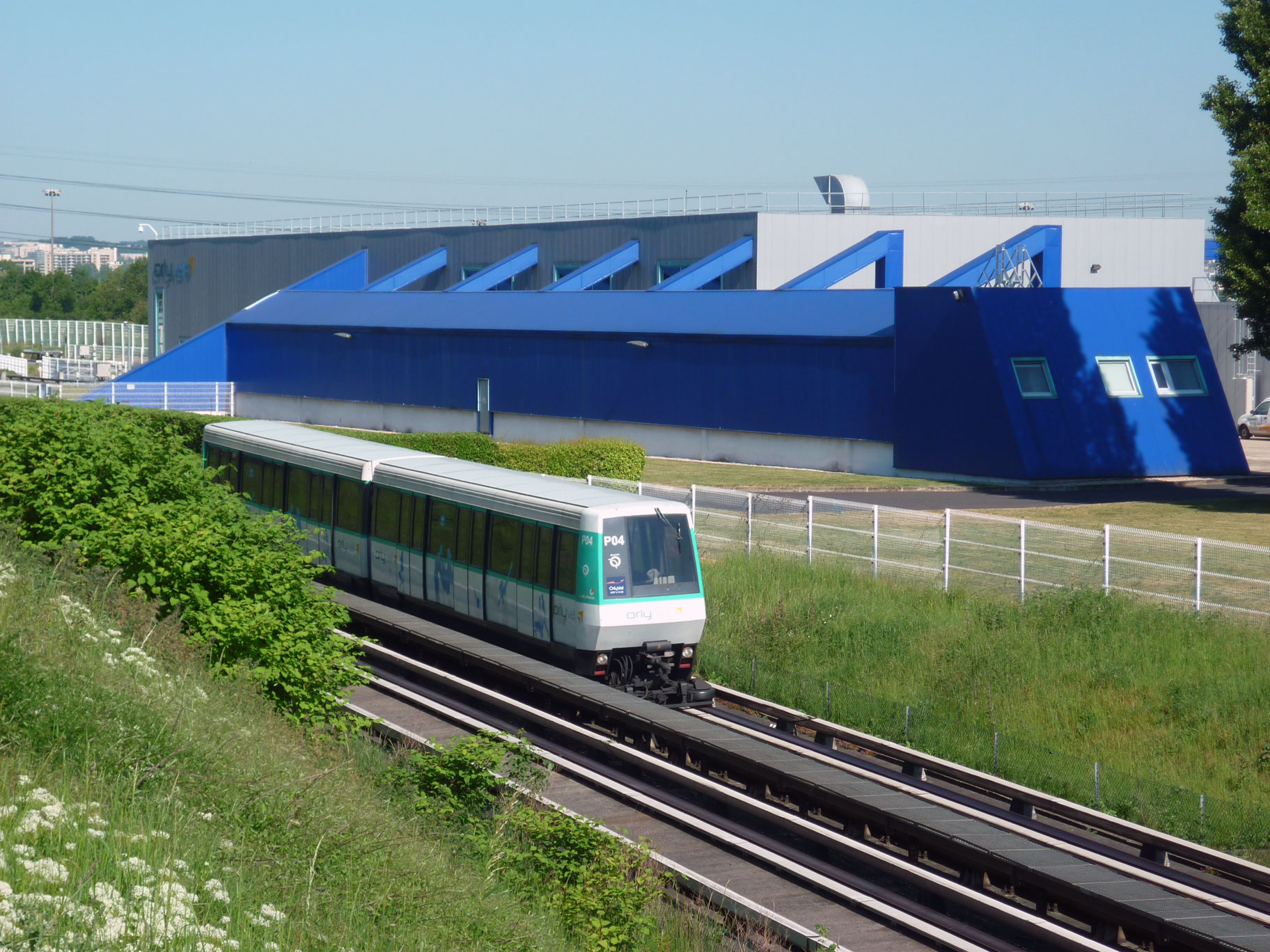
La rame VAL 206 no 04 (côté motrice P04) à Wissous, effectuant la trajet entre Antony et Orly 1, 2, 3. Au second-plan, l'atelier de maintenance.

Orlyval circule tous les jours de 6 h à 23 h 35. Le temps de parcours entre la gare d'Antony et l'aérogare d'Orly 4 est de six minutes, à la vitesse maximale de 70 km/h, alors que le trajet entre Orly 1, 2, 3 et Orly 4 dure une minute. Le parcours de cette dernière section est gratuit.
Orlyval est exploité depuis 1991 par une filiale détenue à 99 % par la RATP, le 1 % restant étant détenu par la SNCF. Siemens, actionnaire de 1991 à 2005, se consacre dorénavant exclusivement à la maintenance du matériel et des automatismes.

### Matériel roulant
La ligne est équipée de huit rames VAL 206 de deux voitures, pouvant transporter chacune 120 personnes. Chaque rame parcourt en moyenne 100 000 kilomètres par an, ce qui est légèrement supérieur au parcours moyen des autres matériels de type VAL mais inférieur au CDGVAL dont chaque rame parcourt 120 000 km par an. L'exploitation en heures de pointe mobilise six rames, une restant en réserve. La révision générale, qui se déroule tous les 600 000 km, immobilise une rame pendant trois à quatre mois. Le parc réduit pose ainsi des problèmes croissants d'exploitation.

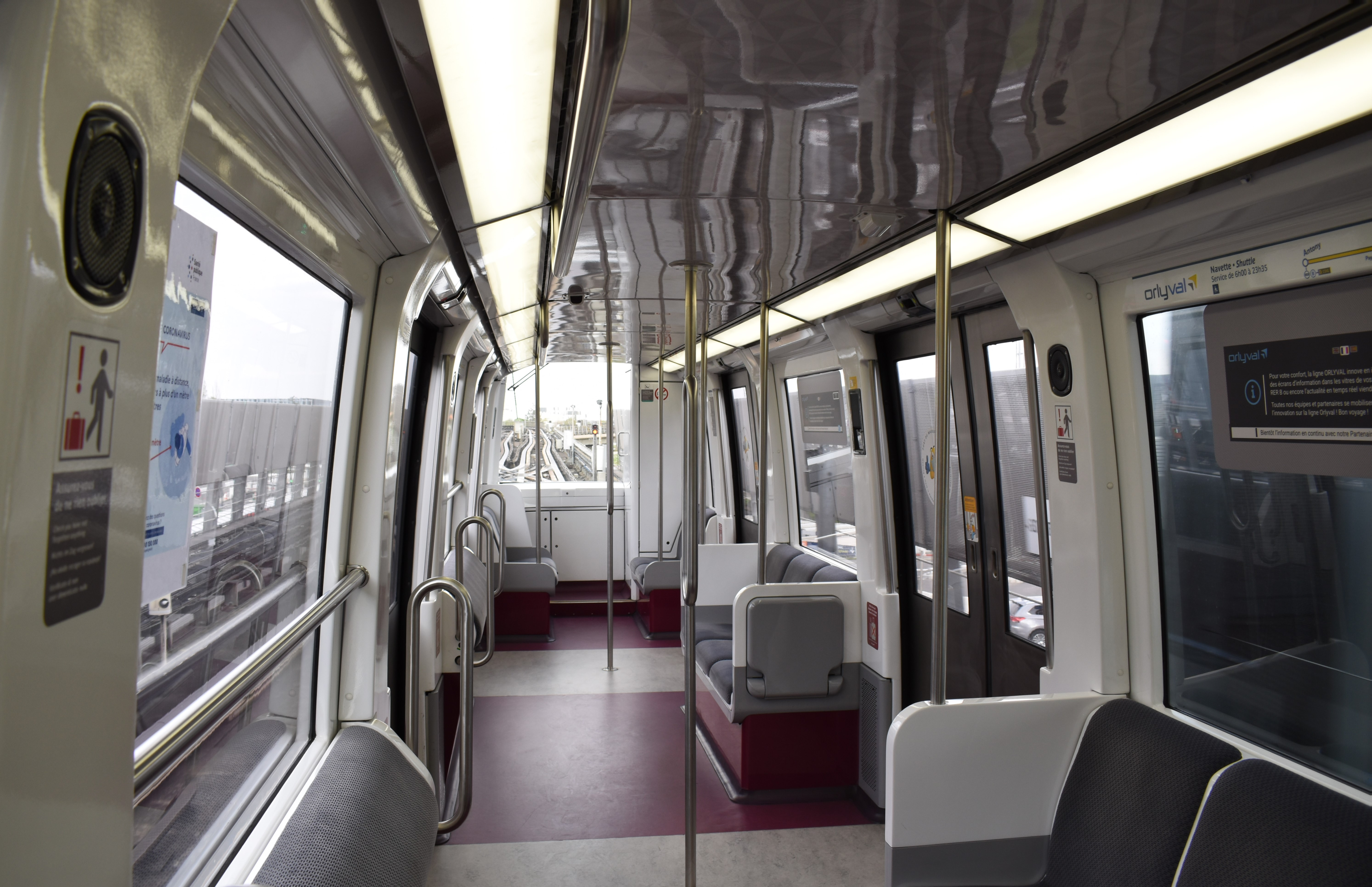
Intérieur d'un VAL 206 rénové. On voit à droite les écrans LCD installés sur les vitres.

Entre 2017 et 2020, les huit rames sont progressivement rénovées et permettent une augmentation de leur capacité en réduisant le nombre de places assises pour faciliter les déplacements des voyageurs avec bagages.
À l'instar des métros de Lille et Toulouse, chaque rame est désignée par un numéro et au sein de chaque rame, chaque voiture a sa propre identification : les voitures sont nommés H (pour « Hacheur », voiture où se situe le poste électrique) et P (pour « Pilote » ou « Pupitre », voiture où se situe l'électronique et l'automatisme),.
| Numéros | Composition       | Modèle  | Mise en service |
| ------- | ----------------- | ------- | --------------- |
| 01-08   | P01-H01 à P08-H08 | VAL 206 | 1991            |

À la mise en service en 1991, les rames arboraient une livrée bicolore bleu et blanc. À partir de 1993, celles-ci adoptent ensuite la livrée vert jade afin de marquer la reprise de la ligne par la RATP. La rénovation s'est accompagnée d'une troisième livrée, majoritairement blanche et noire au niveau des vitres, avec un bandeau vert sur le toit.
Depuis le 26 janvier 2021, une première rame est équipée de quatre écrans LCD placés sur les vitres qui informent en temps réel les usagers de l'horaire des vols aériens, des transports en commun en correspondance ainsi que de l'information internationale grâce à un partenariat avec France 24. Les sept autres rames sont progressivement équipées au cours de l'année 2021. Par ailleurs, cette technologie va être expérimentée par Île-de-France Mobilités sur une quinzaine de bus et est envisagée pour le tramway et le métro parisien.
Les voitures sont munies de haut-parleurs diffusant un message automatique informant sur le parcours de la ligne et le temps d'attente entre chaque station. Ce message est émis en français, anglais et espagnol.

### Le personnel d'exploitation
La société comptait 84 salariés en 2007, pour l'exploitation et la maintenance.

### Signalisation
Bien qu'automatique, la ligne dispose d'une signalisation lumineuse utilisée notamment en cas de conduite manuelle à vue.

### Atelier

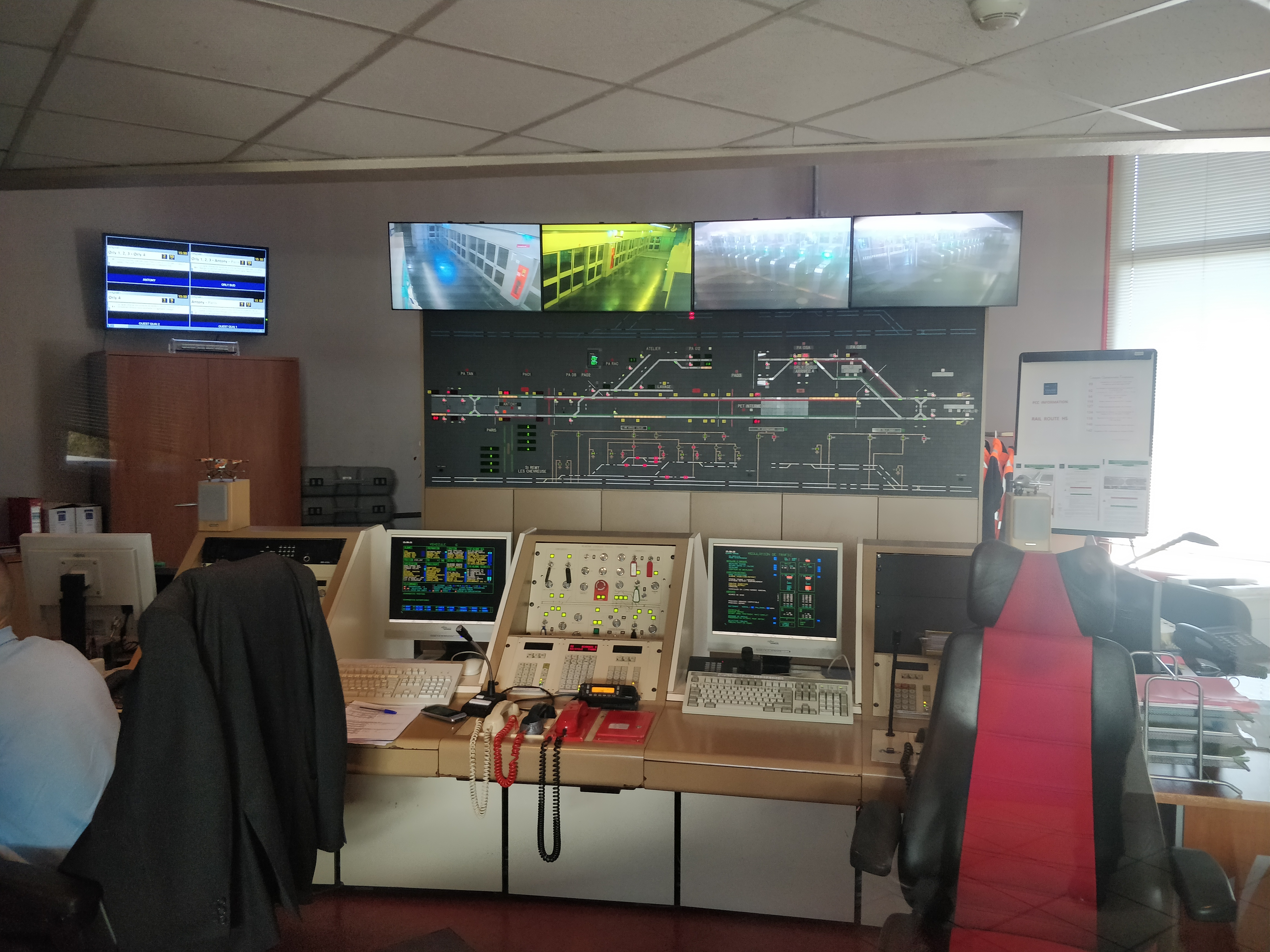
Le poste de contrôle d'Orlyval.

L'atelier de maintenance et de remisage des rames se situe à Wissous, à mi-parcours entre Antony et Orly 4. Il comprend cinq voies pour la maintenance ainsi qu'une station de lavage. Le site accueille également le siège de la société Orlyval service et le poste de commande centralisé (PCC) de la ligne.

### Tarification et financement
Orlyval constitue un cas à part en Île-de-France car elle est la seule ligne de la région inaccessible avec la plupart des abonnements habituels et non subventionnée par IDFM mais par la région uniquement. Après avoir été gérée depuis sa reprise en 1993 par la RATP, elle est exploitée par Orlyval service, une des filiales de RATP Dev.
Avec la refonte tarifaire du 1er janvier 2025, la ligne devient accessible avec le billet aéroport unique à 13 € en sus du forfait Paris Visite. Un abonnement réservé aux personnes travaillant dans la zone aéroportuaire d’Orly existe également.
Le prix de l'ancien « billet Orlyval » était déterminé d'après le prix du billet origine-destination correspondant à la relation ferroviaire à destination d'Antony, majoré d'un montant fixe « Orlyval ». Au 1er janvier 2024, les tarifs étaient les suivants :
- Orly – Antony (RER B) : 11,30 € ;
- Orly – Paris (toutes stations de métro), via Antony (RER B) :  14,50 € (enfants de 4 à 10 ans : 7,25 €) ;
- Orly – La Défense (RER A), via Antony (RER B) : 16,30 € ;
- Orly – Parc des expositions (Villepinte) (RER B), via Antony (RER B) : 16,30 € ;
- Orly – Aéroport Charles-de-Gaulle (RER B), via Antony (RER B) : 25,30 €.

L'emprunt du tronçon entre Orly 1, 2, 3 et Orly 4 est gratuit. Le contrôle des billets pour l'emprunt de la section payante de la ligne est effectué uniquement au départ ou à l'arrivée à la gare terminus d'Antony, desservie par toutes les rames. 
Ces tarifs assurent un chiffre d'affaires élevé, d'environ 10,5 millions d'euros pour l'exercice clos le 31 décembre 2016.

### Trafic
Le trafic connaît depuis les années 2000 une augmentation annuelle de 8 à 10 %. La fréquentation pour l'année 2013 s'élève à 3,1 millions de voyages et à 3,47 millions de voyages en 2022.

## Projets de développement

### Prolongements éventuels
Dans la cadre du projet de LGV Interconnexion Sud mis à l'enquête en 2011, l'extension d'Orlyval a été évoquée afin de desservir la gare TGV prévue près de l'aéroport d'Orly. Selon l'emplacement de la gare, le prolongement était envisagé jusqu'à Cœur d'Orly ou bien jusqu'à la gare du Pont de Rungis. Une autre possibilité consistait à ajouter une station intermédiaire sur le parcours au niveau de la gare de Rungis - La Fraternelle. Pour des raisons financières, la réalisation de la LGV est repoussée à un horizon lointain et l'aménagement de la ligne existante est privilégié. En lien avec la desserte imminente du site par la ligne 14 du métro, la construction d'une gare TGV sur la ligne existante est alors envisagée,.

### Avenir de la ligne
Dans le cadre du Grand Paris Express, la ligne 14 du métro de Paris a été prolongée jusqu'à l'aéroport d'Orly, avec une ouverture le 24 juin 2024. Ce prolongement permet de rejoindre directement le centre de Paris en une trentaine de minutes. Depuis cette mise en service, le métro automatique Orlyval, qui relie l'aéroport d'Orly à la ligne B du RER à Antony, a perdu une bonne part de sa clientèle. En 2025, aucune décision n’a été prise quant à son avenir, mais la mise en service de la ligne 18 du Grand Paris Express, prévue pour 2028 entre Orly et le RER B à Massy, pourrait représenter un coup supplémentaire pour Orlyval.
La réutilisation de la plateforme d'Orlyval avait été envisagée lors des études pour la ligne 18, qui doit relier Orly à Versailles à l'horizon 2030. Cette option a été écartée en raison du faible gabarit des ouvrages et d'un temps de parcours jugé trop long.
Une association nommée « pour le maintien et le développement de l’Orlyval » est créée en avril 2022 par le maire de Rungis Bruno Marcillaud. Elle sera rejointe par les communes voisines d'Antony, Wissous, Chilly-Mazarin, Chevilly-Larue et Fresnes ainsi que par l'association pour le développement économique du pôle Orly-Rungis (Ador),.
Les élus des communes traversées continuent à faire pression auprès d’Île-de-France Mobilités pour le maintien de la ligne, avec une possible création de nouvelles stations au  Chemin d'Antony, à la gare de Wissous (actuellement fermée aux voyageurs) et à Rungis - La Fraternelle. L'infrastructure, qui arrive en fin de vie, devra cependant faire l'objet d'une rénovation lourde.
Désormais, Aéroports de Paris (ADP) souhaite conserver tout ou partie de la ligne pour une desserte interne de l'aéroport. Orlyval pourrait devenir l'une des nouvelles portes d'entrée sur la plateforme dans le cadre du plan Orly 2035, avec la création de parkings relais éloignés des aérogares et accessibles par le métro automatique. La ligne serait prolongee au-delà d'Orly 4 vers Thiais - Orly avec une station dans le Cœur d'Orly.
La RATP et IDFM étudient les différentes options de reconversion, parmi lesquelles le maintien de la ligne, la mise en place de navettes autonomes, la conversion de la plateforme en couloir de bus ou en piste cyclable et enfin la démolition définitive de l'infrastructure. La seule création de nouvelles stations coûterait 80 M€ (hors rénovation de l'infrastructure et remplacement du matériel roulant) tandis que le démantèlement total coûterait 140 M€. Les dernières études, incluant les trois stations supplémentaires, la modernisation du système et le renouvellement du matériel roulant, estiment le projet à 290 M€.
Le Contrat de plan État-région 2023-27 pour le Val-de-Marne prévoit des études de transformation d'Orlyval, pour le dédier à la desserte locale du secteur d'Antony, Wissous et Rungis.
|  |   |  | Station                 | Lat./Lont.                  | Communes desservies | Correspondances         |
|  | - |  | ----------------------- | --------------------------- | ------------------- | ----------------------- |
|  | ■ |  | Antony                  | 48° 45′ 18″ N, 2° 18′ 03″ E | Antony              | (RER) · (B)             |
|  | • |  | Chemin d'Antony         | 48° 44′ 53″ N, 2° 18′ 46″ E | Antony              | (RER) · (C)             |
|  | • |  | Wissous                 | 48° 44′ 28″ N, 2° 19′ 51″ E | Wissous             |                         |
|  | • |  | Rungis - La Fraternelle | 48° 44′ 26″ N, 2° 21′ 10″ E | Wissous, Rungis     | (RER) · (C) · (T) · (7) |
|  | • |  | Orly 1, 2, 3            | 48° 43′ 47″ N, 2° 21′ 36″ E | Paray-Vieille-Poste |                         |
|  | • |  | Orly 4                  | 48° 43′ 44″ N, 2° 22′ 12″ E | Paray-Vieille-Poste | (Aéroport d'Orly)       |
|  | • |  | Cœur d'Orly             | 48° 43′ 56″ N, 2° 22′ 19″ E | Orly                | (T) · (7)               |
|  | ■ |  | Thiais - Orly           | 48° 44′ 51″ N, 2° 22′ 23″ E | Thiais              | (M) · (14)              |

## Galerie de photographies

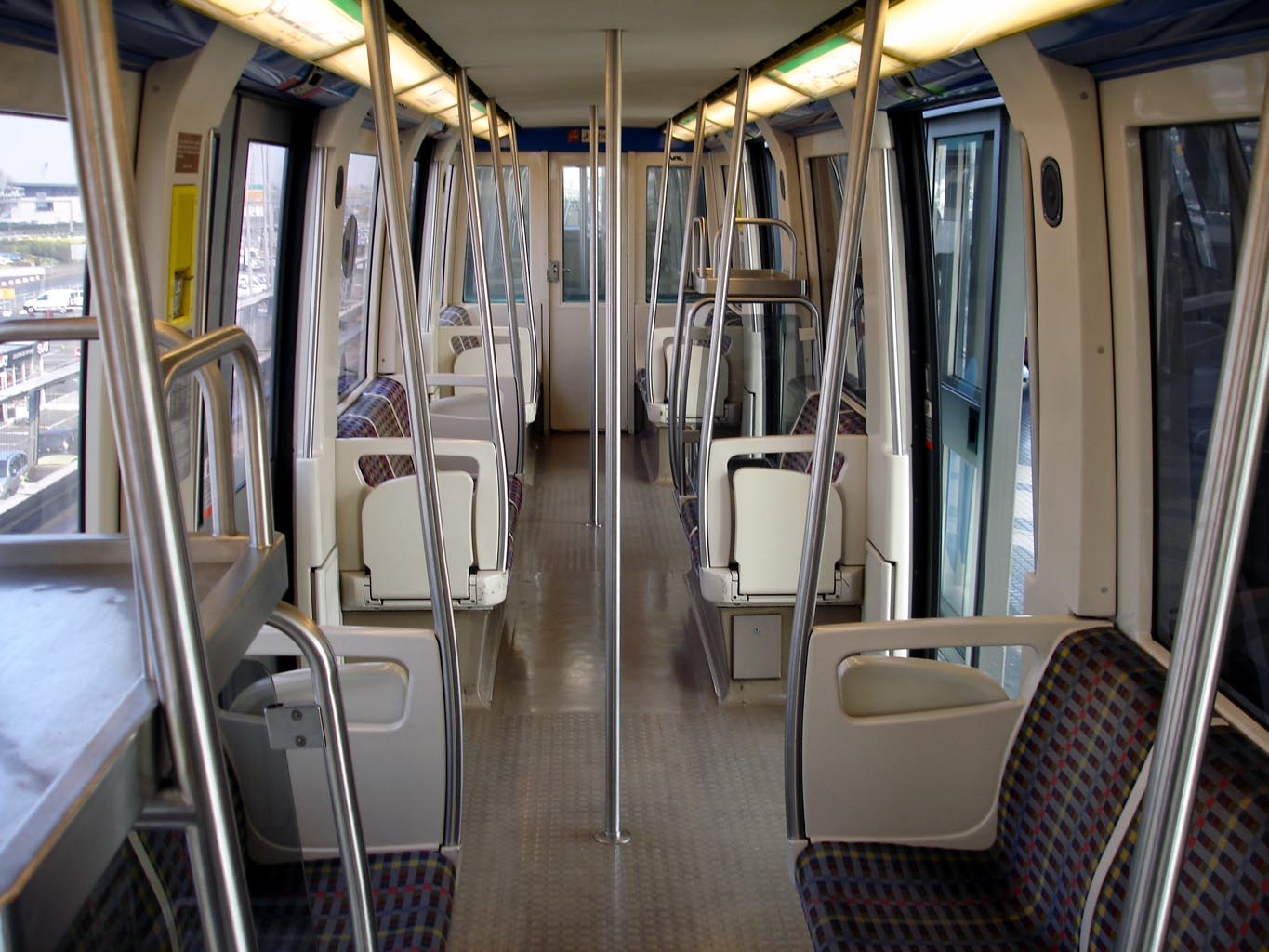
Intérieur d'une rame VAL 206 non rénovée.
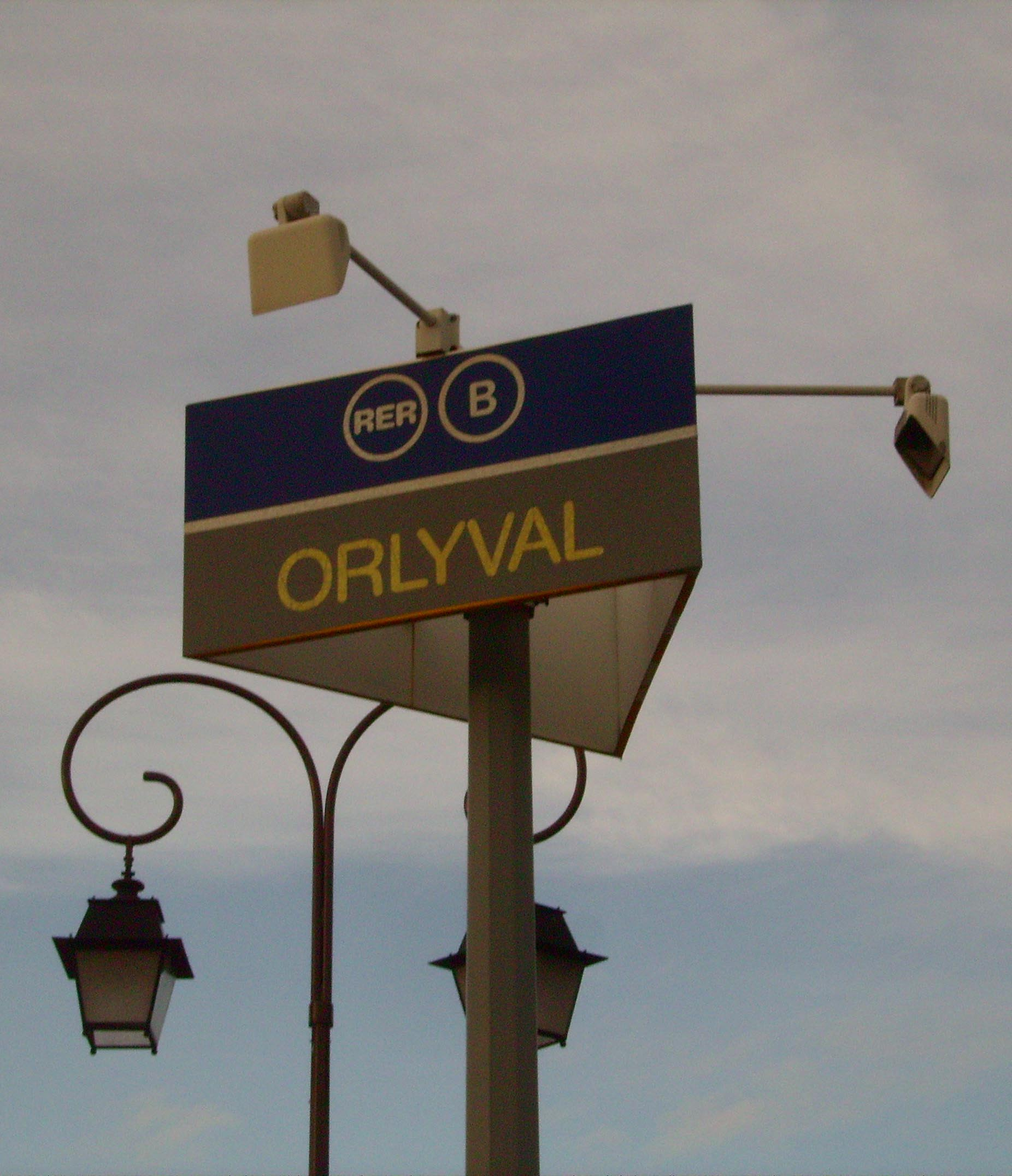
Panneau Orlyval en gare d'Antony.
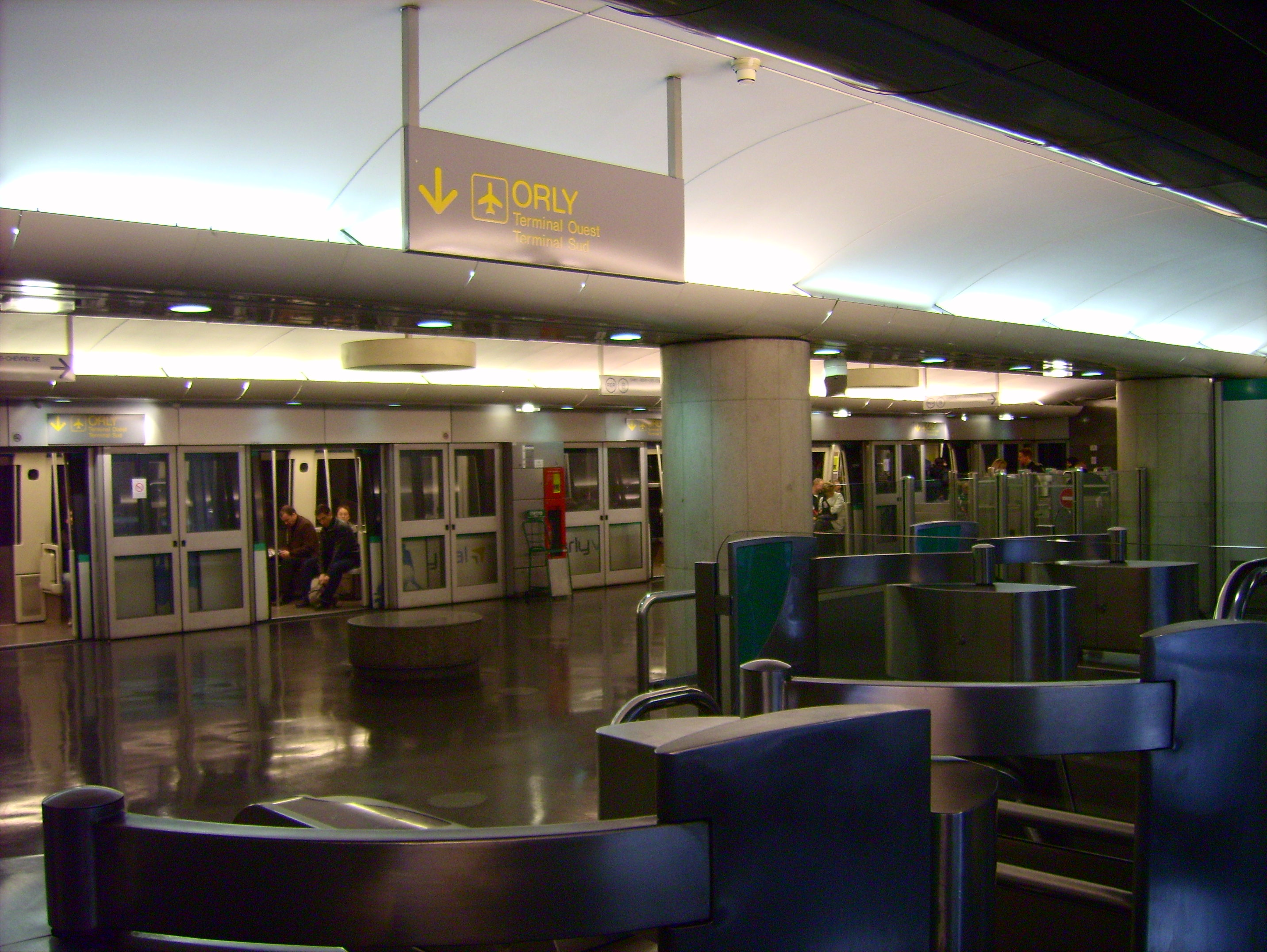
Une rame au départ à Antony.
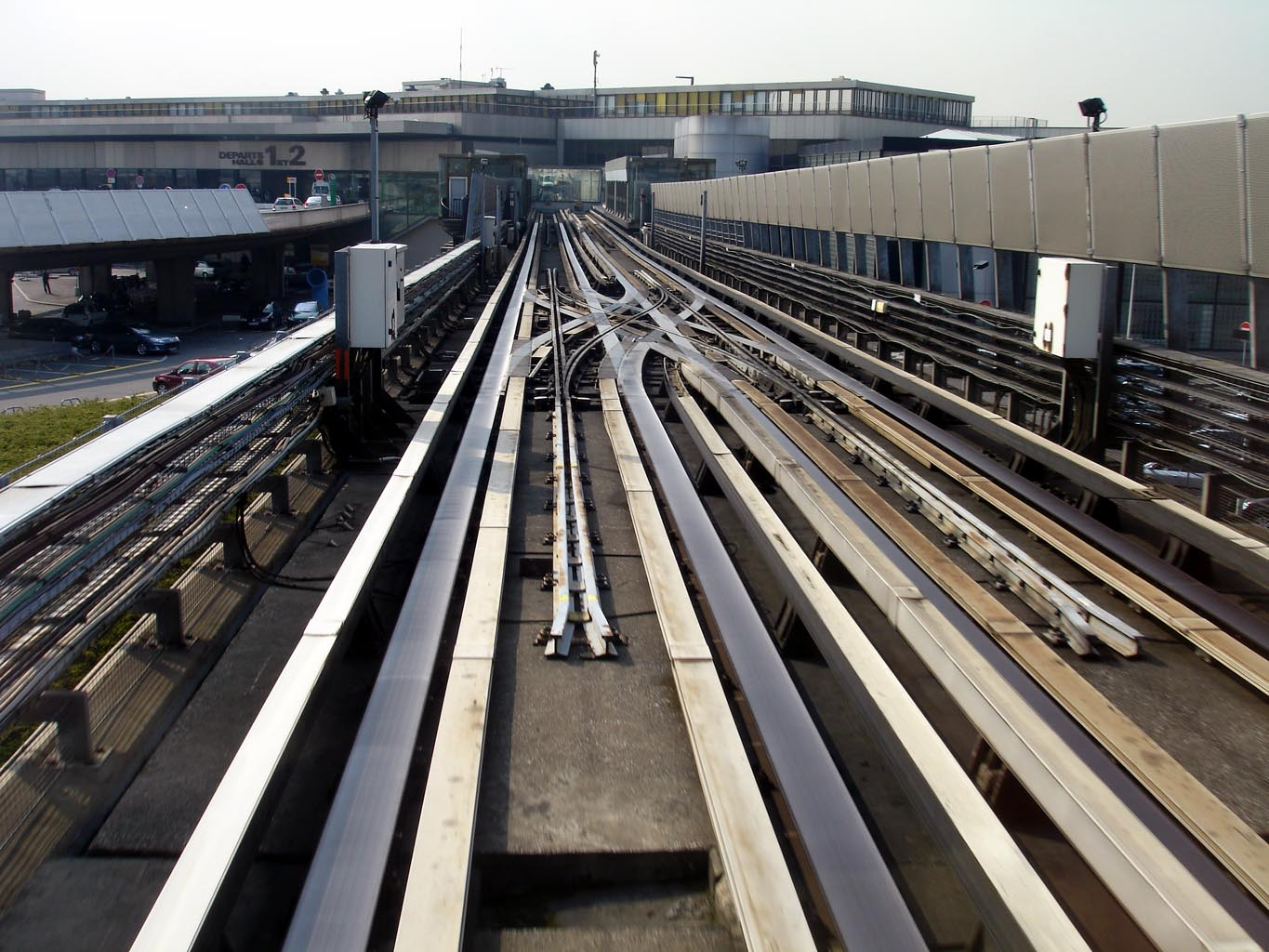
Aiguillages à Orly 1, 2, 3.
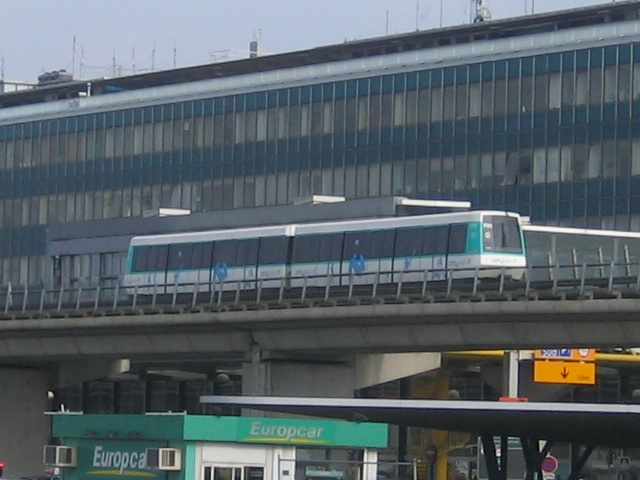
Rame VAL 206 d'Orlyval devant l'aérogare d'Orly 4.
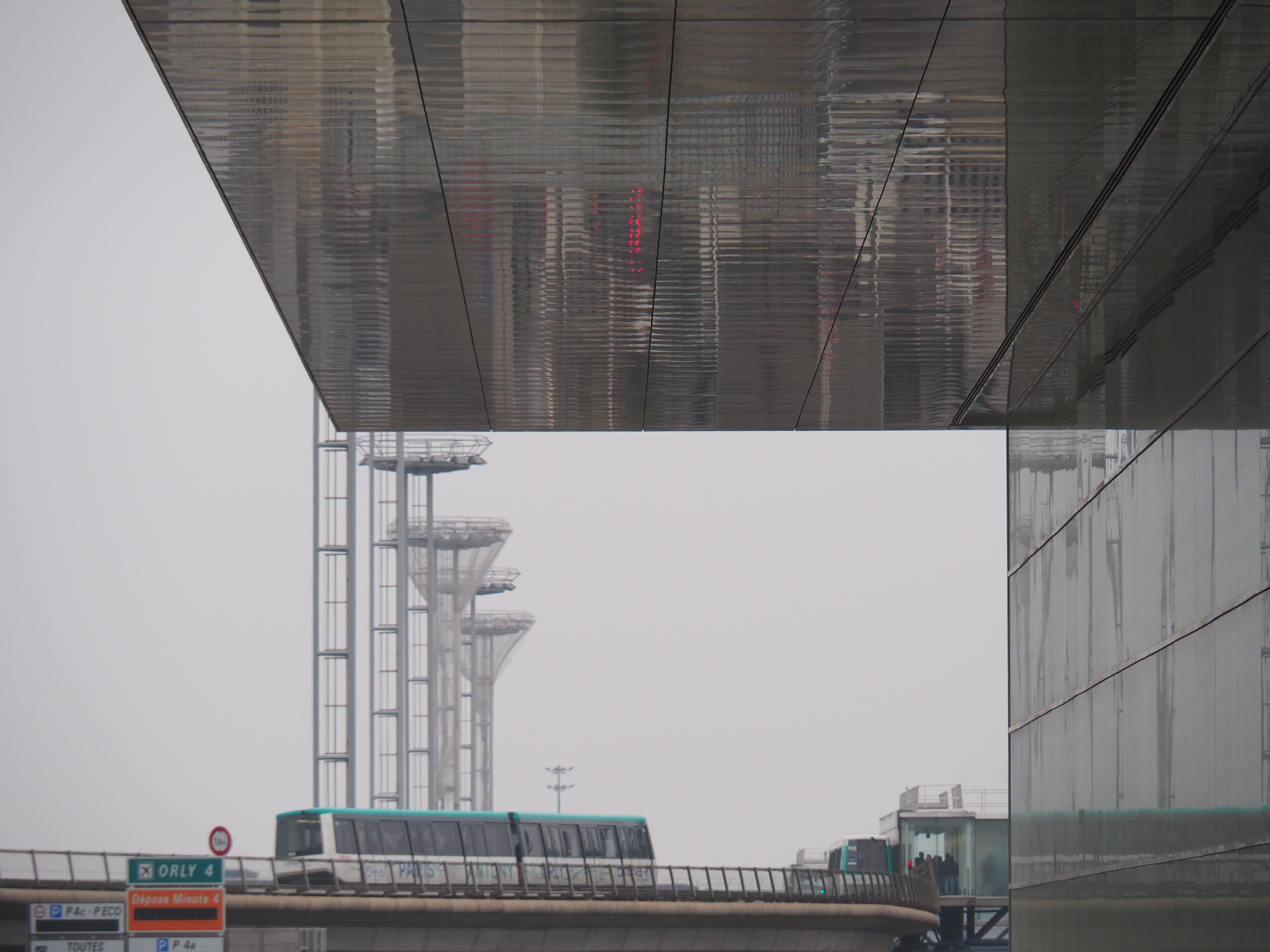
Une rame quitte Orly 4.
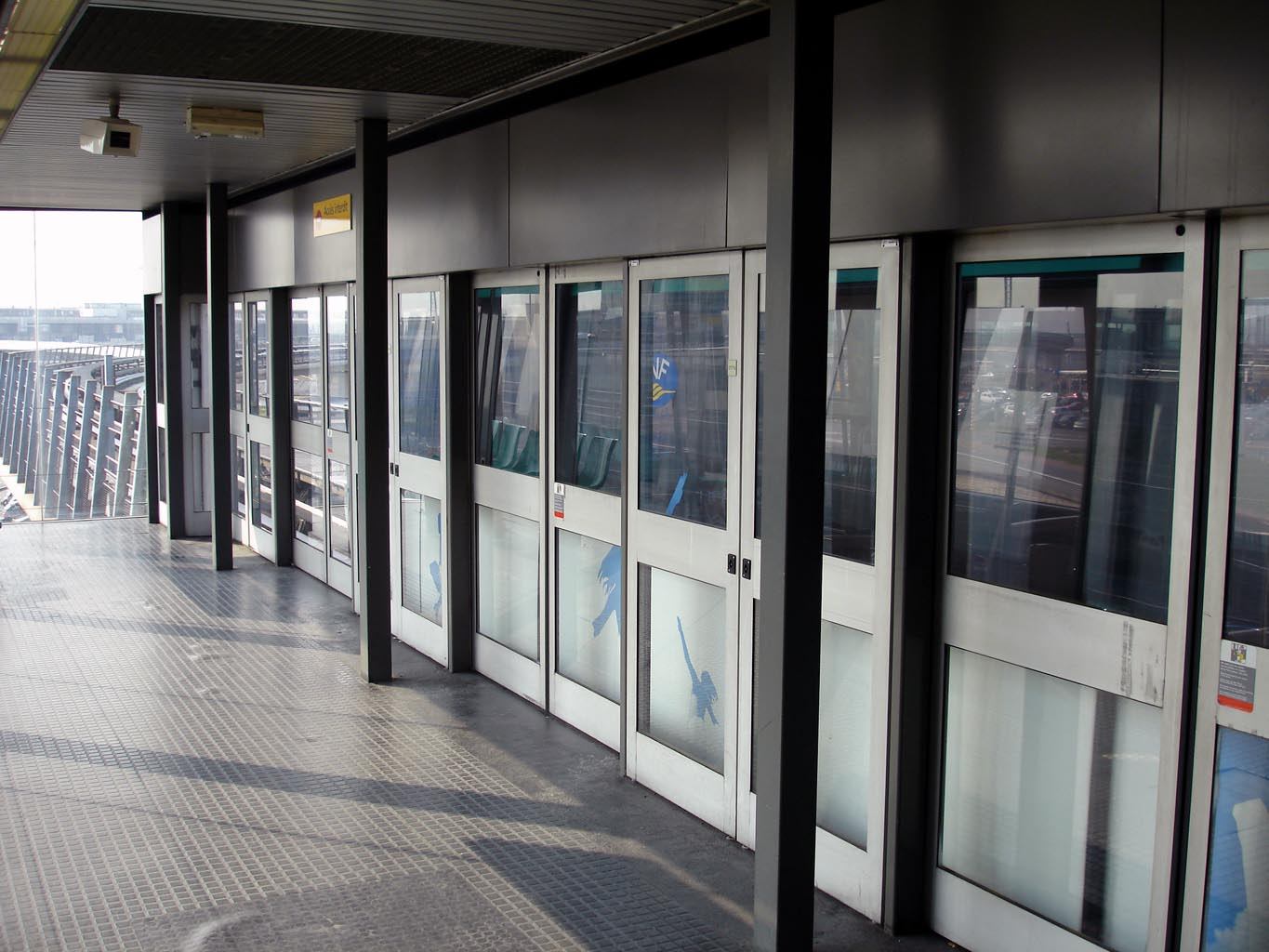
Portes palières à Orly 4.